# 薩默斯冰川

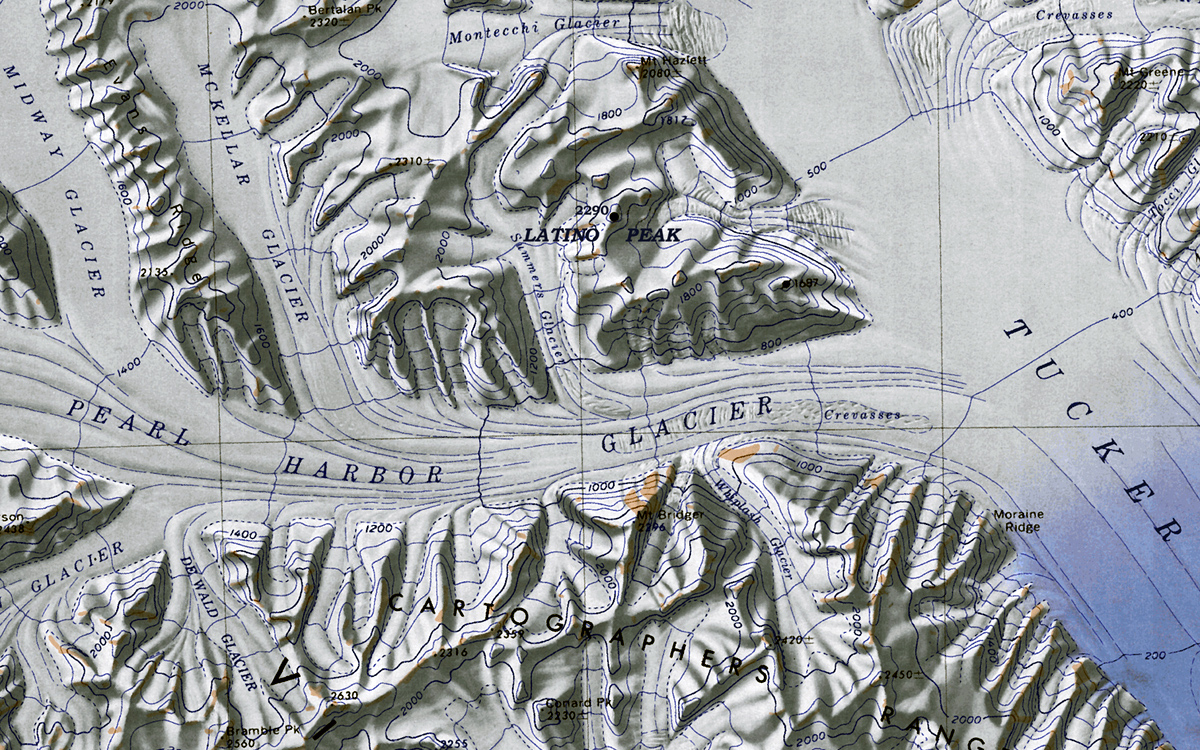

薩默斯冰川（英語：Summers Glacier），是南極洲的冰川，位於維多利亞地的博克格雷溫克海岸，處於拉丁峰以西的勝利山脈地區，最終注入珍珠港冰川，美國地質調查局根據測量和該國海軍的空中照片繪入地圖，現時由南極條約體系管理。